# 虎骨酒

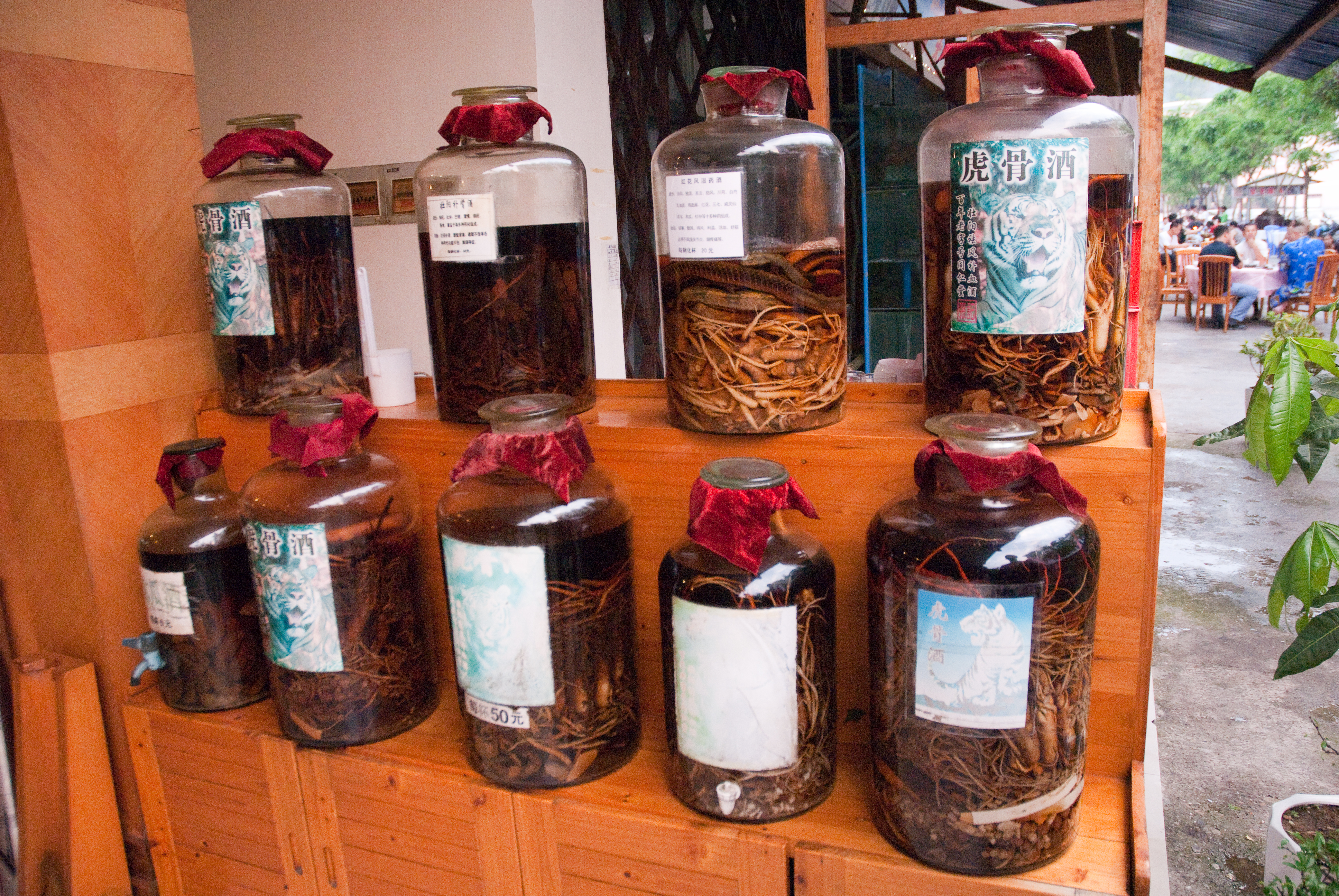
ミャンマーの虎骨酒

虎骨酒（ここつしゅ）は中国の薬酒。 筋活絡、健骨、祛風、止痛の効果があるとされる。

## 概略
あぶったトラのすねの部分の骨を酒に浸し、またはトラの骨を粉末にして陳皮、ニンジン、蛇胆その他とともに酒に混ぜて製する。滋強剤として用いられる。珍奇なものとして高価で売買された。
虎骨酒は中国では「野生動物保護法」により販売が禁止されている。代用品に、ライオンの骨が用いられる。2008年から骨の取引がはじまり、南アフリカのライオン繁殖業者が供給する。
中国では虎骨酒から「護骨酒」に名を替え、ヒョウを用いたと説明される商品もある。